# Santiago Casares Quiroga
Santiago Casares Quiroga (La Coruña, 8 de mayo de 1884-París, 17 de febrero de 1950) fue un abogado y político español de ideología republicana que ejercería importantes puestos durante la Segunda República. 
Desde temprana edad estuvo ligado al republicanismo y llegó a militar en varias organizaciones políticas. Amigo personal de Manuel Azaña, formaría parte de varios gabinetes presididos por este, llegando a desempeñar las carteras de Marina, Gobernación u Obras Públicas. Durante el período republicano también fue diputado en las Cortes. 
En mayo de 1936 fue nombrado presidente del Consejo de Ministros, por lo que estuvo al frente del gobierno de la República en los meses que precedieron al estallido de la guerra civil española. Considerado un líder ineficiente, su figura ha quedado vinculada al golpe de Estado de julio de 1936. Sobre Casares Quiroga Pilar Mera Costas ha escrito: «Aunque su recuerdo no se ha borrado de la historia, la niebla confusa de todas las acusaciones vertidas sobre su persona y la falta de herederos políticos han contribuido a construir una imagen oscura y contradictoria en muchos puntos cercana al relato interesado e inicuo de los enemigos de su Gobierno».

## Biografía

### Orígenes y primeros años
Nació en La Coruña el 8 de mayo de 1884, en el número 6 de la calle Estrecha de San Andrés. Hijo de Santiago Casares Paz (oriundo de Santiago de Compostela) y Rogelia Quiroga Moredo (considerada, dependiendo de la documentación, oriunda de Cambre o de La Coruña), el matrimonio tuvo 7 hijos aparte de Santiago, si bien solo dos más, Arturo y Ceferino, llegaron a la edad adulta. Su padre, concejal republicano, masón y ateo, llegaría a ser alcalde de La Coruña en 1917. Desde los cinco años de edad Casares Quiroga padeció una tuberculosis crónica.
Concejal del Ayuntamiento de La Coruña desde 1907, formó parte junto a Segundo Moreno Barcia y José Martínez Rodríguez del núcleo republicano coruñés que se coaligó a su vez con elementos regionalistas y neocarlistas para constituir la llamada Solidaridad Gallega.
«Casaritos», como era conocido de joven, terminó sus estudios de derecho en Madrid, en cuya Universidad Central se doctoró con una tesis sobre Ramón de la Sagra. Tuvo una hija nacida en 1910 en Madrid, Esther Casares Quiroga, a la que reconoció con sus apellidos y se llevaría de vuelta a La Coruña, y con la que al parecer Casares Quiroga continuaría manteniendo contacto durante al menos su adolescencia.
Destituido como concejal del consistorio coruñés como consecuencia de su participación en una campaña anticlerical en 1917, contrajo matrimonio en 1920 con Gloria Pérez Corrales, con la que tuvo en 1922 otra hija: la actriz María Casares.
Fue fundador en 1928 del Partido Republicano Gallego, del cual también fue uno de sus dirigentes; con posterioridad fue dirigente de la regionalista Organización Republicana Gallega Autónoma (ORGA), si bien Casares Quiroga mostraría escaso interés en promocionar el galleguismo.

### Activismo político durante ladictablanda
Participó en el Pacto de San Sebastián (1930), una plataforma integrada por los principales partidos que buscaban propiciar la caída del régimen alfonsino y la proclamación de la República, en representación de la Federación Republicana Gallega. Esta era una plataforma republicana formada por la ORGA junto con otras fuerzas republicanas gallegas como el Partido Radical, los federales, los radical-socialistas. 
En diciembre de ese año, fue enviado a Jaca como delegado del Comité Revolucionario Nacional (CRN) en la clandestinidad para evitar que el capitán Fermín Galán Rodríguez —encargado de sublevar la guarnición de la localidad pirenaica dentro del plan general— se anticipase a la fecha acordada por el CRN, dando con ello al traste con el plan del Comité. Casares Quiroga llegó a Jaca la noche del 11 de diciembre, pero se fue a dormir a un hotel y no informó a Galán. Con ello, la sublevación tuvo lugar a primera hora del día siguiente, con éxito efímero. Cuando Casares se enteró del levantamiento, enfurecido, se desentendió de la situación. Tras el fracaso de la intentona Casares Quiroga sería detenido por las autoridades.
Encarcelado en la prisión Modelo de Madrid, en marzo de 1931 fue juzgado en consejo de guerra junto a otros miembros detenidos del gobierno provisional republicano; Casares Quiroga estuvo defendido por Luis Jiménez de Asúa. Al igual que el resto de acusados, se le impuso una pena de seis meses y un día de cárcel, si bien —por decisión del consejo de guerra— fue puesto en libertad provisional el 24 de marzo.

### Experiencias ministeriales
Con la proclamación de la Segunda República pasó a formar parte del gobierno provisional: fue nombrado ministro de Marina en el gobierno provisional, cargo que desempeñaría entre abril y octubre de 1931. Ese mismo año, durante las elecciones Cortes Constituyentes, obtuvo acta de diputado por la circunscripción de La Coruña. 

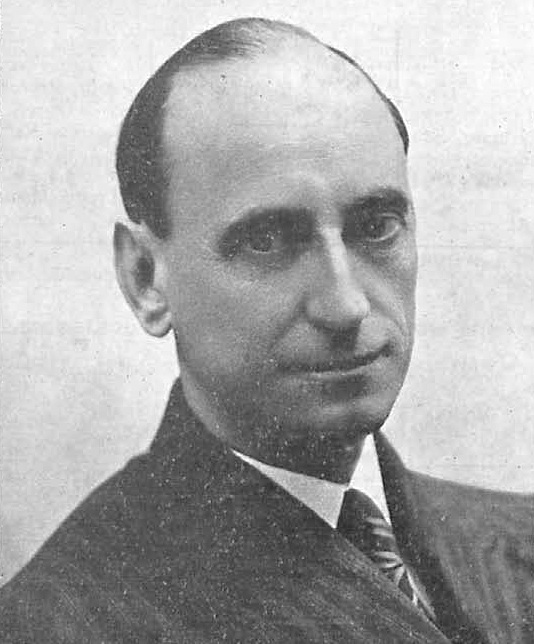
Retratado como ministro de la Gobernación hacia 1932

Con posterioridad asumiría la cartera de Gobernación durante el bienio republicano-socialista (1931-1933), presidido por Manuel Azaña, del que Casares era amigo personal. También ejerció la cartera de Comunicaciones entre diciembre de 1931 y marzo de 1932, con carácter interino. Durante su etapa como ministro de la Gobernación tuvo que lidiar con una elevada conflictividad política y social, la cual incluyó varias revueltas de signo anarquista y un fallido golpe de Estado (agosto de 1932) protagonizado por el general José Sanjurjo. Casares Quiroga se opondría a la conmutación de la pena de muerte de Sanjurjo, ya que en su opinión ello «rompe la firmeza del Gobierno, alienta a los conspiradores, y nos impide ser rigurosos con los extremistas». En enero de 1933 su imagen pública se vio afectada por la violencia que emplearon las fuerzas de orden público durante los Sucesos de Casas Viejas, que terminaron con varios muertos. No obstante, sería Azaña el que asumiera personalmente la defensa de la actuación gubernamental en lugar de Casares.
Cesó como ministro de Gobernación con la caída del gabinete Azaña, en septiembre de 1933. En los elecciones generales de aquel año logró revalidar su acta de diputado, a pesar de que la ORGA —renombrada como Partido Republicano Gallego (PRG) en 1932— sufrió un fuerte descalabro electoral, al igual que otras fuerzas republicanas de izquierda. Un año después el PRG se unió con la Alianza Republicana de Azaña y los radicalsocialistas independientes de Marcelino Domingo para crear una nueva formación: Izquierda Republicana (IR). Este nuevo partido, en torno al cual basculó el republicanismo de izquierdas, se  acabaría integrando en el Frente Popular de cara a las elecciones de febrero de 1936. En dichos comicios Casares Quiroga renovó su acta de diputado por La Coruña. 
Sería nombrado ministro de Obras Públicas en un nuevo gabinete presidido por Manuel Azaña.

### Presidencia del Consejo de Ministros
El 13 de mayo de 1936 asumió la presidencia del Consejo de Ministros, tras el acceso de Azaña a la presidencia de la República. En un principio la idea de los dirigentes del Frente Popular había sido que Indalecio Prieto asumiera la jefatura del gobierno, pero llegado el momento se encontraron con el veto de Francisco Largo Caballero y la facción socialista que este acaudillaba. Casares Quiroga aceptaría el encargo de formar gobierno «por lealtad». Al cargo de presidente también se uniría el de ministro de la Guerra. En el comienzo de su mandato se declaró «beligerante contra el fascismo», presentando su nuevo gobierno un proyecto de ley de actividades peligrosas y contra el terrorismo. También organizaría el referéndum sobre el Estatuto de Autonomía de Galicia, el cual sería aprobado en votación popular el 28 de junio.
Aquejado de tuberculosis, no supo ver el alcance de la conspiración cívico-militar que había en curso contra la República y se mostró confiado de poder controlar el movimiento subversivo. Al parecer la idea de Casares Quiroga pasaba por esperar al fracaso de la intentona golpista y, entonces, responder al mismo con todos los medios posibles; esta estrategia, de hecho, ya había sido empleada exitosamente por el gobierno Azaña durante la fracasada «Sanjurjada» de 1932.
Ya en el mes de mayo el director general de Seguridad, José Alonso Mallol, entregó a Azaña y Casares Quiroga una lista de 500 implicados en la conspiración «con la recomendación de que se procediera a su detención». Pero nada se hizo en ese sentido y la conspiración continuó su curso. El 15 de junio el gobernador civil de Navarra, Mariano Menor Poblador, avisó a Casares de una reunión de militares subversivos presidida por Mola en el monasterio de Irache, pero desde el gobierno se ordenó que no se tomara ninguna medida. El 16 de julio varios miembros de la Unión Militar Republicana Antifascista (UMRA) visitaron al presidente para entrevistarse con él, advirtiéndole de la inminencia de la sublevación y solicitándole la destitución de los generales Goded, Franco, Fanjul, Mola o Varela, así como otros muchos militares sospechosos (especialmente, africanistas como Yagüe). Incluso un grupo nacionalista marroquí avisó al gobierno republicano de la implicación de oficiales del Ejército de África en la trama conspirativa. Pero, a pesar de todo, Casares siguió sin hacer nada. Muy al contrario, en una ocasión llegaría a asegurar que el general Emilio Mola —cerebro de la conspiración— era «un general leal a la República».
En aquel contexto se le atribuye frecuentemente haber pronunciado la siguiente frase: «Si los militares se quieren levantar, yo me voy a acostar».
Cuando en la tarde del 17 de julio la guarnición de Melilla se sublevó, Casares Quiroga inicialmente se mantuvo optimista ante los acontecimientos. Aquel día, viernes, había reunión del Consejo de Ministros. A pesar de la gravedad de los acontecimientos, no informó a sus ministros sobre lo sucedido; no sería hasta pasada una hora, mientras intervenía el ministro Juan Lluhí, cuando interrumpió en seco la reunión y comunicó al gabinete lo sucedido en Melilla. Tras abandonar la reunión se trasladó al Ministerio de la Guerra y tomó diversas medidas; entre otras, ordenó a varias unidades de la Marina de Guerra que se dirigieran a las costas del Marruecos español. 
Sin embargo, la rebelión no tardaría en extenderse con éxito al resto del protectorado marroquí, y al día siguiente —18 de julio— esta alcanzaría la propia península, tras la sublevación de Sevilla —protagonizada por el general Queipo de Llano—, de Algeciras y de Córdoba. Casares continuó actuando como si todavía tuviese el control de la situación. En Madrid y otras capitales las organizaciones obreras, singularmente la CNT y la UGT, hicieron peticiones al gobierno para que autorizase el reparto de armas entre la población para resistir el golpe. Pero Casares Quiroga se negó rotundamente y llegó a decir: «Quien facilite armas sin mi consentimiento será fusilado». Dio órdenes en este sentido a los gobernadores civiles. Tampoco se declaró el estado de guerra. En cambio, se decretó la destitución de los generales Franco, Cabanellas, Queipo de Llano y González de Lara, aunque la medida resultaría ineficaz. Exhausto por el rumbo de los acontecimientos, dimitió en la noche del 18 de julio.
Fue sustituido por Martínez Barrio, al frente de un gobierno que no llegó a tomar posesión, y por José Giral definitivamente.

### Vida posterior

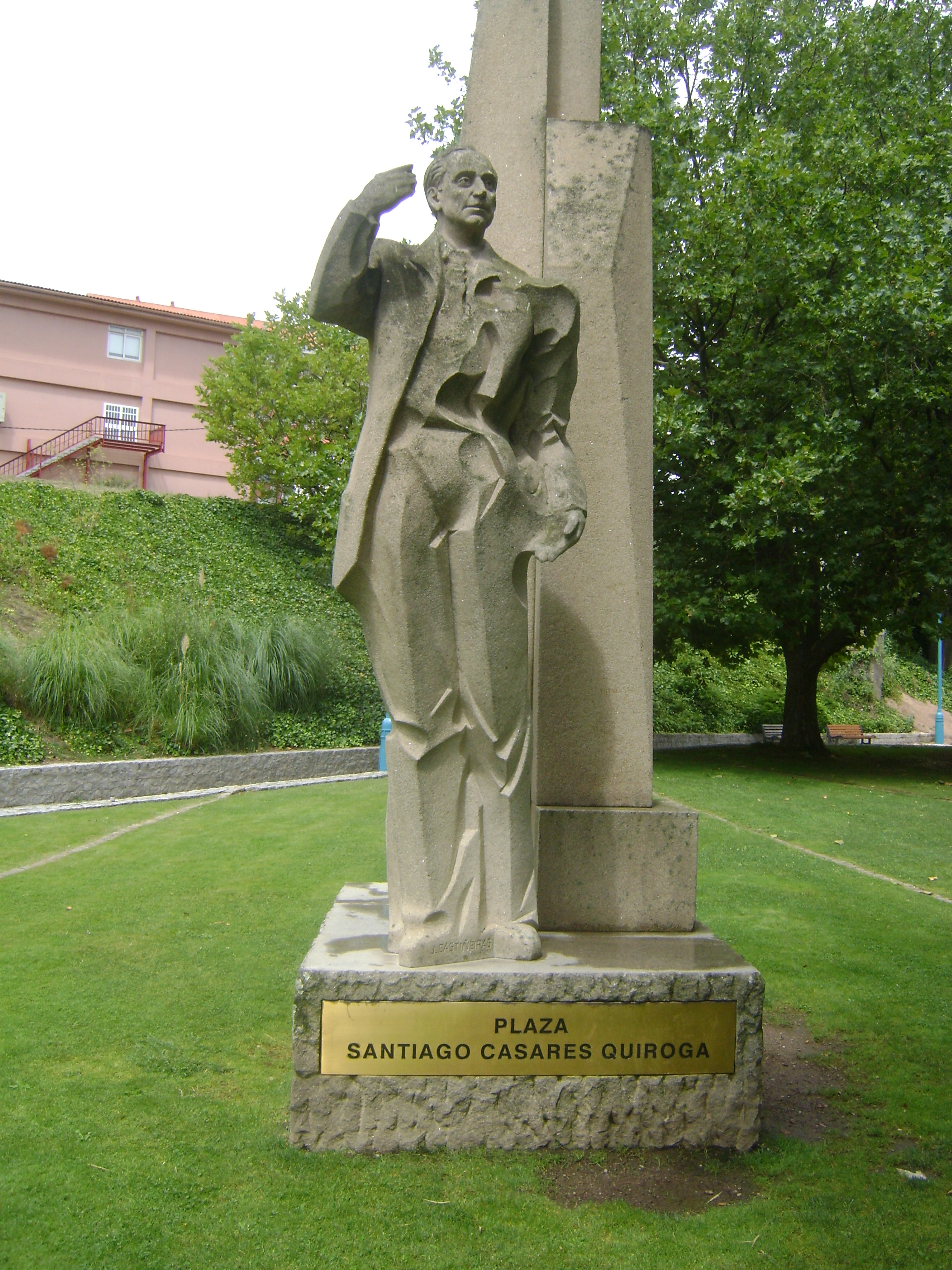
Estatua en La Coruña situada en la plaza homónima.

Tras su dimisión como presidente del Gobierno, no quiso marchar al exilio, a pesar de que personas cercanas a él se lo recomendaron pues temían por su seguridad. No ocupó ningún cargo público durante la guerra civil. Su actividad política se centró en su partido Izquierda Republicana, liderando su apoyo al Gobierno desde el grupo parlamentario en las Cortes. Trabajó siempre en segundo plano, muy próximo al presidente Azaña. En Madrid vivió durante los primeros meses con su esposa Gloria y su hija María hasta que estas se marcharon a París, pero su hija mayor Esther, que se encontraba en Galicia cuando se produjo el golpe junto con su hija pequeña de cuatro años, fue encarcelada en La Coruña (cuando la pusieron en libertad no le dejaron abandonar la ciudad por ser hija de quién era hasta 1955, cuando por fin pudo reunirse con su marido exiliado en México, quien pudo conocer a su hija que ya tenía veintitrés años).
Muy desacreditado ante los republicanos, en la zona sublevada la situación no fue mejor. El gobernador civil de La Coruña, el navarro José María Arellano, llegó al extremo de ordenar que se retirara su «odiado nombre» de todos los documentos públicos. En la petición que presentó ante la Audiencia Provincial decía lo siguiente:

Siendo indigno de figurar en el Registro oficial de nacimientos que se lleva en el Juzgado municipal instituido para seres humanos y no por alimañas, el nombre de Santiago Casares Quiroga, someto a su consideración la procedencia de que cursen las órdenes oportunas para que el folio oprobioso del Registro municipal de esta ciudad en que se halla inscrito su nacimiento, se haga desaparecer.

Tras la caída de Cataluña marchó a Francia junto con Azaña y Martínez Barrio. En la capital gala sufrió un incidente en el despacho de este último; al presentarse ante el secretario particular de Martínez Barrio, el profesor Juan Rueda Ortiz (hijo del anarquista Juan Rueda Jaime), este le replicó: "Pues tome usted en nombre de los republicanos españoles", lanzando un puñetazo acto seguido a la cara de Casares, el cual cayó de inmediato al suelo. En París se reunió con su esposa y su hija María, aunque tuvo una recaída de su tuberculosis y pasó varios meses en un sanatorio de Suiza.
En la primavera de 1940, ante la invasión de Francia por parte de los nazis, huye junto con su esposa y su hija María a Inglaterra ayudado por el expresidente del Gobierno español Juan Negrín, quien lo encuentra vagando en los muelles de Burdeos y espontáneamente lo invita a ir en un barco preparado por él; incluso lo alojó en su casa en Londres. Y ello a pesar de que, según el historiador Juan Marichal, Casares era el político más opuesto, si cabe decirlo así de Negrín. La razón principal del traslado de Casares Quiroga a Londres fue garantizar su seguridad, ya que era evidente que sería un objetivo prioritario de la Gestapo, que lo entregaría a la policía franquista. Cuando acabó la Segunda Guerra Mundial, Casares, su esposa y su hija volvieron a París, pero al poco tiempo su mujer Gloria murió de un cáncer de estómago. Su hija María ya había empezado su carrera como actriz.
Murió exiliado en París, en febrero de 1950.